# Pat McBride
Patrick Charles McBride, detto Pat (Saint Louis, 13 novembre 1943 – Saint Louis, 11 dicembre 2024), è stato un calciatore e allenatore di calcio statunitense, di ruolo centrocampista.
Nel 1994 è stato inserito nella "National Soccer Hall of Fame", nella "St. Louis Soccer Hall of Fame" e nel famedio della Saint Louis University.

## Carriera

### Calciatore

#### Club
Dopo aver giocato in gioventù a baseball, si avvicinò al calcio alla Saint Louis University. Terminata l'esperienza universitaria passa al St. Louis White Star, con cui vince nel 1966 la Missouri State Professional Open Cup e l'Amateur Cup.
Segue nell'estate 1967 George Mihaljevic, suo allenatore ai White Star, al St. Louis Stars. Con gli Stars ottenne il secondo posto della Western Division della NPSL, non qualificandosi per la finale della competizione. Nel 1968 partecipa, sempre nelle file degli Stars, alla prima edizione della NASL, ottenendo il terzo posto della Gulf Division.
Rimane in forza agli Stars sino al 1976, raggiungendo la finale del torneo, giocata da titolare, della NASL nella stagione 1972, persa contro i N.Y. Cosmos.
Sempre con gli Stars raggiunse le semifinali della North American Soccer League 1975.

#### Nazionale

##### Olimpica
Nel 1964 gioca tre incontri con la nazionale olimpica di calcio degli Stati Uniti d'America impegnata nelle qualificazioni ai Giochi della XVIII Olimpiade.

##### Maggiore
Gentile giocò cinque incontri con la nazionale statunitense, tra il 1969 ed il 1975.

### Allenatore
Terminata l'attività agonistica McBride ha allenato i STLCC-Meramec Archers per poi passare nella MISL con i St. Louis Steamers, con cui raggiunse due finali, ed i Template:Calcio Kansas City Comets (1981-1991). Terminata l'esperienza nei campionati indoor diventa l'allenatore dei STLCC-Forest Park Archers.

## Statistiche

### Cronologia presenze e reti in Nazionale
| Cronologia completa delle presenze e delle reti in nazionale ― Stati Uniti | Cronologia completa delle presenze e delle reti in nazionale ― Stati Uniti | Cronologia completa delle presenze e delle reti in nazionale ― Stati Uniti | Cronologia completa delle presenze e delle reti in nazionale ― Stati Uniti | Cronologia completa delle presenze e delle reti in nazionale ― Stati Uniti | Cronologia completa delle presenze e delle reti in nazionale ― Stati Uniti | Cronologia completa delle presenze e delle reti in nazionale ― Stati Uniti | Cronologia completa delle presenze e delle reti in nazionale ― Stati Uniti |
| Data                                                                       | Città                                                                      | In casa                                                                    | Risultato                                                                  | Ospiti                                                                     | Competizione                                                               | Reti                                                                       | Note                                                                       |
| -------------------------------------------------------------------------- | -------------------------------------------------------------------------- | -------------------------------------------------------------------------- | -------------------------------------------------------------------------- | -------------------------------------------------------------------------- | -------------------------------------------------------------------------- | -------------------------------------------------------------------------- | -------------------------------------------------------------------------- |
| 20-4-1969                                                                  | Port-au-Prince                                                             | Haiti                                                                      | 2 – 0                                                                      | Stati Uniti                                                                | Qual. Mondiali 1970                                                        | -                                                                          | Ingresso                                                                   |
| 20-8-1972                                                                  | Saint John's                                                               | Canada                                                                     | 3 – 2                                                                      | Stati Uniti                                                                | Qual. Mondiali 1974                                                        | -                                                                          |                                                                            |
| 29-8-1972                                                                  | Baltimora                                                                  | Stati Uniti                                                                | 2 – 2                                                                      | Canada                                                                     | Qual. Mondiali 1974                                                        | -                                                                          |                                                                            |
| 3-9-1972                                                                   | Città del Messico                                                          | Messico                                                                    | 3 – 1                                                                      | Stati Uniti                                                                | Qual. Mondiali 1974                                                        | -                                                                          | 10’                                                                        |
| 26-3-1975                                                                  | Poznań                                                                     | Polonia                                                                    | 7 – 0                                                                      | Stati Uniti                                                                | Amichevole                                                                 | -                                                                          | 62’                                                                        |
| Totale                                                                     |                                                                            | Presenze                                                                   | 5                                                                          |                                                                            | Reti                                                                       | 0                                                                          |                                                                            |

## Palmarès

### Calciatore
- Missouri State Professional Open Cup: 1

St. Louis White Star: 1966
- Amateur Cup: 1

St. Louis White Star: 1966